# Rhys Darby
Rhys Darby, född 21 mars 1974, är en nyzeeländsk ståuppkomiker och skådespelare, bland annat känd för att han är duktig på att imitera ljud. Darby blev nominerad till en Billy T Award 2001 och 2002. 
Darby har medverkat i BBC:s radioserie Flight of the Conchords, där han spelar Bret McKenzie och Jemaine Clements manager Murray Hewitt. 2007 spelade han samma roll i HBO:s TV-serie med samma namn.
Han har även medverkat i den brittiska komedifilmen The Boat That Rocked, där han spelar karaktären Angus "The nut" Knutsford. Darby har även medverkat i filmer som bland annat Yes Man där han spelar Jim Carreys chef, samt i den nyzeeländska filmen Diagnosis: Death där han ännu en gång spelar mot Bret Mckenzie och Jemaine Clement.